# 鸣凤镇 (蓬溪县)
鸣凤镇，是中华人民共和国四川省遂宁市蓬溪县下辖的一个乡镇级行政单位。2019年9月，撤销吉星镇，将其所属行政区域划归鸣凤镇管辖。

## 行政区划
鸣凤镇下辖以下地区：
凤鸣社区、七星村、石板垭村、天门村、白猴村、真福村、石马沟村、晒金村、拱桥坡村、红光村、桅子坝村、窑坪村、宽台村、青杠村、下寺村、大桥村和铜宝山村、吉庆社区、铜钱村、牛王村、盐井沟村、库楼村、猴子石村、梨树垭村、双朝门村、双古井村、白虎村、寒坡岭村、桂枝村、金盆石村、马鞍山村、华祥沟村、寨子坡村、田沟村和王家坪村。